# 건흥 (북송)
건흥(乾興, 1022년)는 북송 진종(眞宗) 조항(趙恆)의 다섯번째 연호이다. 1년 가량 사용하였다. 진종(眞宗)이 죽고 나서 인종(仁宗)이 천성으로 개원할 때까지 사용하였다.

## 개원
- 천희(天禧) 6년 1월 1일[1](1022년 2월 4일)에 연호를 건흥(乾興)으로 개원함.[2][3][4][5]

- 건흥(乾興) 2년 1월 1일[6](1023년 1월 25일)에 연호를 천성(天聖)으로 개원함.[7][8][4][5]

## 연대 대조표
| 건흥       | 원년           |
| 서기(西紀) | 1022년         |
| 간지(干支) | 임술(壬戌)     |
| 요(遼)     | 태평(太平) 2년 |

## 동시대 연호

### 중국
요(遼)
- 태평(太平) (1021년 ~ 1031년)

대리국(大理國)
- 명계(明啓) (1010년 ~ 1022년)

### 베트남
- 투언티엔(順天) (1010년 ~ 1028년)

### 일본
- 지안(治安) (1021년 ~ 1024년)

## 같이 보기
- 중국의 연호 목록